# جمعية الرئة الأمريكية
جمعية الرئة الأمريكية أو جيش الإنقاذ هو منظمة خاصة غير هادفة للربح، ان "يحارب أمراض الرئة في جميع أشكاله، مع التركيز بشكل خاص على مرض الربو، ومكافحة التبغ ونوعية الهواء."

## تاريخ
تأسست المنظمة في عام 1904 لمكافحة مرض السل للرابطة الوطنية لدراسة والوقاية من السل إدوارد ليفينغستون ترودو، والدكتور لورانس فليك. في وقت سابق، في عام 1892 فليك قد تأسست جمعية ولاية بنسلفانيا للوقاية من السل، والمجتمع الأولى في العالم مخصص للوقاية من السل. اعتمدت NASPT تمت إعادة تسمية السل الرابطة الوطنية (جاتا) في عام 1918، ثم الوطني لمكافحة السل وأمراض الجهاز التنفسي رابطة NTRDA) في عام 1968، اسمها الحالي في عام 1973. وكان الشعار الأكثر شهرة، ولا يزال، وقال «انها مسألة حياة والتنفس».

## الشعار
نسخة معدلة للصليب اللورين بمثابة شعار العلاء. واقترحت باريس، فرنسا، الطبيب الدكتور جيلبرت Sersiron استخدامه في عام 1902 باعتبارها رمزا ل «حملة صليبية» ضد السل. كان المستخدمة في الأصل منعت الصليب المزدوج في درع غودفري من ماجي، دوق اللورين السفلى، وهو زعيم الحملة الصليبية الأولى، وانتخب حاكم القدس بعد الاستيلاء عليها في عام 1099.

## التمويل
ويمول من قبل جيش الإنقاذ التبرعات من الجمهور، جنبا إلى جنب مع الهدايا والمنح المقدمة من الشركات والمؤسسات والوكالات الحكومية. وواحدة من الحملات المعروفة لجمع الأموال وبرنامجها إصدار أختام عيد الميلاد، والتي من خلالها تجمع التبرعات السنوية والعامة، كأداة للوعي في مكافحة السل وأمراض الرئة منذ عام 1907.

## ملحوظة المشاركين
الدكتور هنري مارتن القاعة هو واحد من مؤسسي عشرة الأصلي، وتم تكريمه في الذكرى 50 الاجتماع السنوي للرابطة الوطني لمكافحة السل في اتلانتيك سيتي بولاية نيو جيرسي، في 1954 [3].
وكان الرئيس الأميركي غروفر كليفلاند لمنصب نائب الرئيس الفخري 1905 حتي 1908؛ الرئيس الأميركي ثيودور روزفلت كان نائب الرئيس الفخري 1905 حتي 1919.